# Oncosclera ponsi
Oncosclera ponsi är en svampdjursart som beskrevs av Bonetto och Ezcurra de Drago 1973. Oncosclera ponsi ingår i släktet Oncosclera och familjen Potamolepiidae.
Artens utbredningsområde är havet utanför Brasilien. Inga underarter finns listade i Catalogue of Life.